# Исак Ревзин
Исак Йосифович Ревзин (Исаа́к Ио́сифович Ре́взин) е руски езиковед и семиотик от еврейски произход. Един от основоположниците на семиотичната школа в Тарту.

## Биография
Роден е през 1923 г. в Истанбул. През 1945 г. завършва германистика в Московския държавен педагогически институт за чужди езици „Морис Торез“. През 1945-1955 г. работи като редактор и старши редактор в немската редакция на издателството на Академията на науките на СССР.
Преподава на катедрата по превод на в Московския държавен педагогически институт за чужди езици „Морис Торез“. От 1961 г. е старши научен сътрудник в Институт по славянознание и балканистика към РАН.

## Семейство
- Негов брат е Григорий Йосифович Ревзин (1885—1961), писател, член на Съюза на писателите на СССР, автор на много биографии в поредицата „Животът на забележителните хора“, сред които „Колумб“ (1937—1947), „Риего“ (1939, 1958), „Коперник“ (1949) и „Ян Жижка“ (1952).
- Негова съпруга е Олга Григориевна Ревзина (р. 1939), лингвист, доктор на филологическите науки, професор в Московския държавен университет.
- Олга и Исак Ревзини имат две деца: Григорий Ревзин (р. 1964), изкуствовед, и Евгений Ревзин (р. 1972), журналист.